# Інвалідовна (станція метро)
50°05′48″ пн. ш. 14°27′47″ сх. д. / 50.09667° пн. ш. 14.46306° сх. д.
Інвалідовна (чеськ. Invalidovná) — станція Празького метрополітену. Розташована між станціями «Кржижикова» і «Пальмовка».
Станція була відкрита 22 листопада 1990 року у складі пускової дільниці лінії B «Флоренц»—«Чеськоморавська».

## Характеристика станції
Розташована в районі Карлін. Названа по розташованому неподалік Будинку інвалідів, побудованому в 1731-1737 роках в стилі бароко. Спочатку станцію пропонувалося назвати «Гакенова» на честь голови Комуністичної партії Чехословаччини в 1925-1927 роках Йозефа Гакена.
«Інвалідовна» — пілонна (глибина закладення — 20 м) трисклепінна з однією острівною платформою.

### Повінь 2002 року
Станція постраждала від повені 2002 року. Станція була відкрита після усунення наслідків повені у 1 кварталі 2003 року.